# Маркови кладенци
Маркови кладенци (1523 м), наричан рядко и Кадиев връх е връх в българската част на планината Огражден. Издига се на главното планинско било, югоизточно от връх Билска чука и западно от връх Куковски чукар. На югозапад от него се отделя ридът Равнако, а на североизток - ридът Яковска планина. Върхът е заоблен с полегати склонове. Изграден е от метаморфни скали. Почвите са кафяви горски и планинско-ливадни. Билото е голо, обрасло с тревна растителност. Склоновете му са обрасли със букови гори (предимно от север), а на места са залесени с бял бор. От върха се открива панорамна гледка във всички посоки.
Основен изходен пункт за изкачването на Маркови кладенци е село Първомай, от където до южното му подножие води асфалтов път. От село Долна Рибница започва маркирана с червено туристическа пътека, по която за около 4 часа може да се стигне до върха.
Името на върха идва от двата извора (сега пресъхнали), разположени в югоизточното му подножие и се свързва с народния епос за Крали Марко.